# Aulophorus furcatus
Aulophorus furcatus är en ringmaskart som först beskrevs av Müller 1773.  Aulophorus furcatus ingår i släktet Aulophorus, och familjen Naididae. Arten är reproducerande i Sverige.